# Yuri Oganesián
Yuri Tsolákovich Oganesián, (abreviado Yuri Ts. Oganesián; en ruso: Юрий Цолакович Оганесян; Rostov del Don, 14 de abril de 1933) es un físico nuclear ruso de ascendencia armenia. Es director científico del Instituto Central de Investigaciones Nucleares (FLNR) en Dubná, siendo director del centro desde 1989 a 1997.

## Vida y obra
Oganesián estudió física nuclear entre 1951 y 1956 en el Instituto de Física e Ingeniería de Moscú (MIFI), y luego comenzó su carrera académica en el Instituto Kurchátov de Moscú, donde trabajó desde 1958 en el Laboratorio de Reacciones Nucleares. En 1969 obtuvo el grado académico de doctor en el campo de la fisión nuclear. Estuvo implicado, junto a Gueorgui Fliórov, sobre todo desde 1965 en los trabajos que llevaron al descubrimiento de los elementos químicos de número atómico 102 y superiores, de muy corta vida media.
Oganesián es considerado uno de los principales científicos en el campo de la investigación de iones pesados. Sus áreas de trabajo principales incluyen la síntesis y descripción de los elementos pesados, el desarrollo de aceleradores de iones y los métodos para estudiar las reacciones de fisión nuclear, haces de iones radiactivos y radiación de partículas cargadas. También lleva a cabo investigación básica sobre la aplicación del conocimiento en los modernos procesos tecnológicos, por ejemplo, en la medicina.
Desarrolló nuevas ideas para la producción de los elementos de número atómico 102 a 118, y culminó con éxito el descubrimiento de los elementos rutherfordio, dubnio, seaborgio, bohrio, nihonio, flerovio y livermorio. El descubrimiento de estos elementos a menudo no puede atribuirse claramente a su grupo, sin embargo, se le reconoce la creación de las bases teóricas para el posterior descubrimiento. Sus logros también han contribuido a la cooperación internacional, especialmente con instituciones como Laboratorio Nacional Lawrence Berkeley y Laboratorio Nacional Lawrence Livermore, el CERN en Ginebra y GSI en Darmstadt.
En octubre de 2006, el elemento oganesón (inicialmente denominado de forma provisional como ununoctio) fue descubierto por su grupo de investigación. En noviembre de 2016, la IUPAC anunció la confirmación oficial de que se había descubierto el elemento 118, denominado oganesón en honor de Oganesián. Antes de este anuncio, una docena de elementos habían sido bautizados en homenaje a una persona, pero solo el seaborgio, en 1974, fue llamado así en honor de una persona que aún estaba viva: Glenn T. Seaborg.
Posee más de 250 publicaciones sobre física nuclear. Es miembro de los consejos editoriales de las revistas científicas «Journal of Physics», «Nuclear Physics News International», «Il Nuovo Cimento», «Physics of Elementary Particles and Atomic Nuclei» y «Particle Accelerators»

## Premios y distinciones (selección)
- Premio Estatal de la URSS 1975
- Premio Kurchátov (Kurchatov Medal) 1989
- Premio de Investigación Humboldt (Alemania) 1995
- Ganador del Primer Premio en el año 2000, del Premio Lise Meitner que la Sociedad Europea de Física le otorgó por su trabajo realizado hasta el presente (junto con Peter Armbruster y Gottfried Münzenberg del GSI)[3]
- Doctor honoris causa por la Universidad de Mesina[4] (Italia) 2002
- Doctor honoris causa por la Universidad Johann Wolfgang Goethe en Fráncfort del Meno (Alemania) 2002
- Desde el 22 de mayo de 2003 es miembro de pleno derecho de la Academia de Ciencias de Rusia
- Orden de San Mesrop Mashtots (Armenia; 2019).[5]